# Каріуайрасо
Каріуайрасо (кеч. Qariwayrasu, ісп. Carihuairazo або Carihuayrazo) — вулкан в Еквадорі висотою 5018 м. Вулкан розташований неподалік від вулкана Чимборасо (6267 м) в хребті Кордильєра-Реаль в центральній частин країни, приблизно за 150 км на південь від столиці країни міста Кіто біля міст Ріобамба (30 км на південний схід), Амбато (30 км на північний схід) і Ґуаранда (30 км на південний захід). Велика еродована кальдера вулкана відкривається на схід. Вулкан є частиною «Резерву фауністичної продукції Чимборасо» (Reserva de Produccion Faunistica Chimborazo), створеного для охорони місцевих верблюдових: вікуньї, лами і альпаки.